# Republiken Ancona
Republiken Ancona var en revolutionär republik som bildades den 19 november 1797. Den kom till efter en fransk seger i Ancona i februari 1797 och därpå följde ockupationen. Republiken fanns i regionen Marche, med Ancona som huvudstad. Trots att Freden i Campo Formio sade att Ancona och dess tillhörande omgivning tillhörde Kyrkostaten, proklamerade republiken franskt skydd. Den efterföljande spänningen mellan påven och Napoleon gjorde att Frankrike ockuperade hela Kyrkostaten. Republiken infogades i den Romerska republiken den 7 mars 1798. 
Ancona är nuförtiden en provins i Italien, i den centrala delen av landet vid det Adriatiska havet.